# Kirche Kaukehmen
Bei der Kirche Kaukehmen (russisch Кирха Каукемена Kircha Kaukemena; der Ort hieß zwischen 1938 und 1946 „Kuckerneese“) im ehemaligen Ostpreußen handelt es sich um einen zu Beginn des 18. Jahrhunderts errichteten massiven Saalbau mit einem später vorgesetzten Turm. Sie war bis 1945 evangelisches Gotteshaus für die Bewohner im Kirchspiel des heute Jasnoje genannten Ortes in der russischen Oblast Kaliningrad (Gebiet Königsberg (Preußen)). Die ungenutzte geschlossene Kirchenruine besteht aus den Außenmauern von Turm und Kirchenschiff.

## Geographische Lage
Das heutige Jasnoje ist ein 1500-Seelen-Ort zwei Kilometer südlich der Memel (heute russisch: Neman) und liegt 18 km von der Kreisstadt Slawsk (Heinrichswalde) und 138 Kilometer von der Oblasthauptstadt Kaliningrad (Königsberg) entfernt. Durch den Ort verläuft die russische Regionalstraße R 513 von Sowetsk (Tilsit) nach Myssowka (Karkeln), südlich derer sich der Standort der Kirchenruine nahe dem Alten Markt befindet.

## Kirchengebäude
Eine erste Kirche wurde in Kaukehmen in der Mitte des 16. Jahrhunderts „auf einem Hügel errichtet“ erwähnt. Sie riss man 1576 zugunsten eines Neubaus ab. An dessen Stelle entstand 1661 wieder eine Holzkirche, die allerdings nach einigen Jahrzehnten wegen Baufälligkeit wieder abgebrochen werden musste. Im Jahre 1702 berichtet die Chronik, '„dass das Wort Gottes nur noch unter höchster Lebensgefahr verkündigt werden konnte“.
In den Jahren 1704 bis 1708 entstand unter Mitwirkung von Joachim Ludwig Schultheiß von Unfriedt und unter der Aufsicht von Paul Lagewald aus Trumpeiten (1938 bis 1946: Trumpenau, russisch: Schanino, nicht mehr existent) ein massiver Saalbau mit polygonalem Abschluss. Der Turm, der den bisherigen Glockenstuhl aus Holz ersetzte, wurde erst 1881 bis 1884 angebaut. Er trug vier Glocken und erhielt eine Turmuhr.
Im Jahre 1895 wurde die Kirche beschrieben: „Die gegenwärtige ev. Pfarrkirche ist 1661 erbaut, der Turm 1881–1884. Geputztes Ziegelmauerwerk; 18,8m l, 8,2m br, Schluß aus Achteck mit dahinter liegender Sakristei. Wetterfahne über dem Achteck; ein Teufel mit Fischschwanz und Drachenflügeln, ein Horn blasend; XVII Jh. Fenster, im Halbkreis geschlossen, liegen in rechteckigen Umrahmungen. Im Innern Gewölbe mit Stichbogen mit Ohren. Altar und Kanzel mit unschönem Schnitzwerk mit dem von Hallenschen Wappen und dem seiner Ehefrau Anna Maria von Rohr.“
Wohl wegen Fahrlässigkeit bei Lötarbeiten an der Dachrinne brannte die Kirche am 27. Mai 1904 vollständig aus. Die Wiederherstellung des Bauwerks dauerte bis 1906. Am 9. Dezember 1906 (2. Advent) wurde das mit 1.000 Sitz- und 500 Stehplätzen deutlich vergrößerte Gotteshaus wieder eingeweiht.
Die Kirche überstand den Zweiten Weltkrieg unbeschadet, im Jahre 1947 war die Orgel sogar noch spielbar. Das änderte sich aufgrund der nachfolgenden zweckentfremdenden Nutzung des Kirchenraumes als Lagerhalle und des Kirchturms als Wasserturm. In den 1980er Jahren brach das Kirchendach ein. Erst als 1992 das Bauwerk der Russisch-orthodoxen Kirche übergeben wurde, erhielt das Kirchenschiff ein Notdach. Eine kirchliche Nutzung jedoch blieb aus. An der Südseite fügte man eine Lagerhalle an. Während die Sakristei im Osten wohl noch benutzbar ist, fehlt die gesamte alte Ausstattung. Seitdem im Jahre 2010 die Russisch-orthodoxe Kirche Eigentümerin der Kirche wurde, kam es mehrfach zu Reparaturarbeiten am Gebäude; seit Juli 2021 wird ein neuer Dachstuhl aufgebaut. Eine gottesdienstliche Nutzung findet nach wie vor nicht statt.

## Ehemalige Ausstattung
Zur Kirchenausstattung gehörten ein im barocken Stil gearbeiteter Kanzelaltar, die Altarbrüstung und der Taufstein. An der Süd-, West- und Nordseite waren Emporen angebracht. Die Decke über dem Innenraum war gewölbt. Aus dem 17. und 18. Jahrhundert stammte das Altargerät, darunter ein silberner, innen vergoldeter Abendmahlskelch mit der Inschrift Merk. Heinrich Cöler, Amtmann in Kukkernese den. 9. Septbr. 1763. Es handelte sich um eine Arbeit aus Tilsit (heute russisch: Sowetsk). Auch gab es einen 1682 gestifteten Kronleuchter aus Messing mit sechzehn Armen, dessen Krönung ein Adler war, auf dem Jupiter mit Szepter und Blitzbündel saß.
Eine Orgel errichtete Johann Josua Mosengel im Jahr 1722 mit einem Manual und 11 Registern. Diese Orgel wurde 1758 repariert und 1764 durch den Orgelbauer Albrecht Jordan instand gesetzt. Johann Scherweit errichtete bereits 1843/1844 eine neue Orgel in das Mosengel-Gehäuse, die auf 2 Manualen und Pedal nun über 24 Register verfügte. Die Scherweit-Orgel im Mosengel-Gehäuse verbrannte im Jahr 1904 mit der Kirche. Nach deren Wiederherstellung erbaute die Werkstatt Bruno Goebel in Königsberg (Preußen), die die Nachfolge von Max Terletzki angetreten hatte, eine neue Orgel mit 27 Registern auf 2 Manualen und Pedal.
Das Geläut bestand zuletzt aus drei Glocken.

## Kirchengemeinde
Eine lutherische Kirchengemeinde gab es in Kaukehmen seit 1576, und bereits seit 1547 waren hier Geistliche tätig. Aufgrund der Größe von Gemeinde und Kirchspiel waren ab 1557 jeweils zwei Pfarrer gleichzeitig im Amt. Die zweite Pfarrstelle wurde allerdings 1704 aufgehoben, dann aber doch wieder ab 1874 errichtet. Ursprünglich gehörte die Pfarre Kaukehmen – ihr war bis 1695 die Kirche Plaschken (heute litauisch: Plaškiai) zugeordnet – zur Inspektion Tilsit. Bis 1945 war sie dann Teil des Kirchenkreises Niederung (Elchniederung) in der Kirchenprovinz Ostpreußen der Kirche der Altpreußischen Union.
Aufgrund von Flucht und Vertreibung der einheimischen Bevölkerung kam das kirchliche Leben in dem inzwischen in „Kuckerneese“ umbenannten Ort zum Erliegen.
Heute liegt Jasnoje im Einzugsbereich der neu entstandenen evangelisch-lutherischen Kirchengemeinde in Slawsk (Heinrichswalde) innerhalb der Propstei Kaliningrad der Evangelisch-lutherischen Kirche Europäisches Russland.

### Kirchspielorte
Bis 1945 gehörten zum Kirchspiel Kaukehmen (Kuckerneese) 28 Ortschaften und Wohnplätze::
| Name                 | Änderungsname 1938 bis 1946 | Russischer Name | Litauischer Name   |  | Name                            | Änderungsname 1938 bis 1946 | Russischer Name | Litauischer Name |
| -------------------- | --------------------------- | --------------- | ------------------ |  | ------------------------------- | --------------------------- | --------------- | ---------------- |
| *Alt Sellen          |                             |                 |                    |  | *Leitgirren                     |                             |                 | Leitgiriai       |
| Baubeln              | Sommershöfen                | Obojan          |                    |  | Lyszeiten 1936–1938: Lyscheiten | Lischau                     | Wischnjowka     |                  |
| *Groß Allgawischken  | Schlichtingen               | Gribki          |                    |  | Neu Sellen                      |                             |                 |                  |
| *Groß Schilleningken |                             |                 | Didieji Šilininkai |  | Neuhof                          |                             |                 |                  |
| *Heinrichsfelde      |                             |                 | Andruliai          |  | Neuhoff                         |                             |                 |                  |
| Kaplanischken        |                             |                 |                    |  | *Neusorge                       |                             | Abrusowo        |                  |
| *Kaukehmen           | Kuckerneese                 | Jasnoje         |                    |  | Sausseningken                   | Milchhof                    | Tscherkasskoje  |                  |
| Kaukehnellen         |                             |                 |                    |  | Sköpen                          |                             | Mostowoje       |                  |
| Killucken            |                             |                 |                    |  | Skulbetwarren                   |                             |                 |                  |
| Klein Allgawischken  | Allgau                      | Oserki          |                    |  | Skuldeinen                      |                             | Gribki          |                  |
| Klein Schilleningken |                             |                 | Šilininkeliai      |  | Trumpeiten                      | Trumpenau                   | Schnaino        |                  |
| Klein Trumpeiten     | Kleintrumpenau              |                 |                    |  | Usseinen                        | Stellwagen                  | Dalneje         |                  |
| *Kloken              |                             | Kljutschi       |                    |  | *Warskillen                     |                             | Kalinowka       |                  |
| Kuckerneese          |                             |                 |                    |  | Wietzischken                    |                             |                 |                  |

### Pfarrer
Zwischen 1547 und 1945 waren an der Kirche Kaukehmen als evangelische Geistliche tätig:
| - Alexander Radonius d. Ä., 1547–1583 - Laurentius Cressovius, ab 1557 - Alexander Radonius d. J., 1580–1593 - Ambrosius Hartwich, 1593–1602 - Christoph Rothmann, 1602–1630 - Christoph Baumgart, 1630–1637 - Christoph Langhancke, 1637–1656 - Martin Rosochatius, 1655–1692 - Christoph Enders, 1656 - Michael Glaser, 1656–1667 - Johann Schöning, 1667–1677 - Johann Klemm, 1677–1699 - Martin Förstenau, 1693–1704 - Johann Heinrich Vorhoff, 1700–1727 - Johann Behrend, 1728–1749 - Johann Christoph Tarrach, 1749–1767 - Salomo Korella, 1767–1809 - Hermann Christ. David Wittich, 1809–1824 - Christian Ferdinand Zippel, 1824–1847 - Carl Friedrich August Heinrici, 1850–1858 | - Carl Leopold Friedrich Neiß, 1858–1873 - Christoph Sturies, 1873–1891 - Ludwig Emil Mack, 1874–1877 - Eugen Oskar Theodor Weiß, 1878–1880 - Emil Ludwig Albrecht, 1885–1919 - Johann Wilhelm Georg Schulz, 1891 - Rudolf Ernst Jacob Dennukat, 1891–1905 - David Buske, 1896–1934 - Edwin Ernst Freutel, 1905–1909 (wohnte in Skören) - Bernhard Kirschner, 1920–1921 - Walter Max Emil Braun, 1921–1923 - Eugen Artur Gatz, 1924 - Alfred Schulz, 1925–1927 - Kurt Karl Robert Hochleiter, 1927–1930 - Bruno W. R. Schiemann, 1931 - Egmont Bergatt, 1934–1937 - Heinz Zimmer, 1938–1940 - Herbert Potschka, 1935–1945 - Heinrich Zippel, 1940–1942 - Friedrich Schumacher, 1942–1945 |

### Kirchenbücher
Die Kirchenbücher von Kaukehmen sind nur noch als Verfilmungen des Reichssippenamtes erhalten und lagern heute im Sächsischen Staatsarchiv Leipzig. Vorhanden sind:
- Taufen = 1668–1824, 1828–1844, 1848, 1859–1874
- Trauungen = 1750–1848, 1863–1874
- Begräbnisse = 1749–1762, 1767–1848, 1863–1874